# اعمال شهدا
اعمال شهدا (انگلیسی: Acts of the Martyrs) روایتی از رنج و مرگ شهید در مسیحیت یا گروهی از شهدا است. این گزارش‌ها از زمان‌های اولیه جمع‌آوری و در عبادات کلیسا مورد استفاده قرار می‌گرفتند، همان‌طور که سنت آگوستین گواهی می‌دهد.